# Assedio di Toyama
L'assedio di Toyama fu una battaglia avvenuta durante la fine del periodo Sengoku (XVI° secolo) in Giappone.
Durante l'assedio di Toyama, il generale servitore fedele a Toyotomi Hideyoshi, Maeda Toshiie, mise sotto assedio il castello di Sassa Narimasa che ancora si opponeva a Hideyoshi. Le forze di Narimasa si arresero e Hideyoshi finì per controllare l'intera provincia di Etchū che fu data in premio a Toshiee.
Narimasa fu risparmiato ma spostato lontano dalla provincia.